# 乔轨
乔轨，字文度，京兆渭南（今陕西渭南市临渭区）人，隋朝末年为右武侍，唐军渡河时，乔轨乃迎谒，授通议大夫，进入李世民的秦王府，与侯君集、段志玄、许洛仁同在幕府为将。唐军平定京城长安后，频以战功累加上柱国，秦王府车骑将军。他慷慨有志略，身长八尺，膂力过人，善于击剑，可左右驰射，而颇涉书传。贞观十五年（641年），他以左骁卫左监门将军兼左武卫大将军出为夏州都督，由于他性格疏傲，不能以礼自居，出发上任时，唐太宗告诫他说：“恭者，礼之本；慎者，人之行。卿在宿卫，颇失此道，久留陛阶下，恐长朕之过，夏州重镇，卿其勉之。”。